# أد فـان دي فيل
أد فـان دي فيل (بالهولندية: Ad van de Wiel)‏ هو لاعب كرة قدم هولندي في مركز الهجوم، ولد في 1 أغسطس 1959 في سيرتوخيمبوس في هولندا. لعب مع آر كي سي فالفيك ودين بوستش وفيلم 2 تيلبورغ ونادي تورنهاوت.